# EPrix Londýna 2015
ePrix Londýna 2015 (formálně nazývána 2015 Visa London ePrix) se konala jako dvojzávod ve dnech 27. června a 28. června 2015 a byla desátým a jedenáctým závodem sezóny 2014/15 šampionátu Formule E. Zároveň byla tato ePrix první ePrix Londýna v historii. Závody se jely na okruhu Battersea Park Street Circuit v Battersea Parku v Londýně, hlavním městě Velké Británie.
Sobotní závod na 29 kol vyhrál Sébastien Buemi z týmu e.dams-Renault, který startoval z pole position. Na druhém místě dojel Jérôme d'Ambrosio z týmu Dragon Racing a na třetím Jean-Éric Vergne z týmu Andretti Autosport. Nejrychlejší kolo závodu zaznamenal Lucas di Grassi z týmu Abt Sportsline.
Nedělní závod na 29 kol vyhrál Sam Bird z týmu Virgin Racing, který zajel i nejrychlejší kolo závodu. Na druhém místě dojel Jérôme d'Ambrosio z týmu Dragon Racing a na třetím jeho týmový kolega Loïc Duval. Z pole position startoval Stéphane Sarrazin z Venturi.
Závody byly posledními dvěma v sezóně, byli tedy vyhlášení šampioni. Mezi jezdci zvítězil Nelson Piquet Jr. o jediný bod před Sébastienem Buemim a mezi týmy s výrazným náskokem e.dams Renault.

## Pořadí po závodním víkendu
Zdroj: 

### Pořadí jezdců
| +/– | Poř | Jezdec            | Body |
| --- | --- | ----------------- | ---- |
|     | 1   | Nelson Piquet Jr. | 144  |
|     | 2   | Sébastien Buemi   | 143  |
|     | 3   | Lucas di Grassi   | 133  |
|     | 4   | Jérôme d'Ambrosio | 113  |
|     | 5   | Sam Bird          | 103  |

### Pořadí týmů
| +/– | Poř | Tým            | Body |
| --- | --- | -------------- | ---- |
|     | 1   | e.dams Renault | 232  |
|     | 2   | Dragon Racing  | 171  |
|     | 3   | Audi Sport ABT | 165  |
|     | 4   | NEXTEV TCR     | 152  |
|     | 5   | Virgin Racing  | 133  |